# Station Swale
Swale is een spoorwegstation van National Rail in Kingsferry Bridge, Swale in Engeland. Het station is eigendom van Network Rail en wordt beheerd door Southeastern. 